# Виноградов, Сергей Сергеевич
Сергей Сергеевич Виноградов — советский государственный и хозяйственный деятель, Герой Социалистического Труда.

## Биография
Родился в 1926 году в деревня Косово ныне Междуреченского района Вологодской области. Член КПСС.
С 1950 года — на хозяйственной работе. В 1950—1991 годах последовательно инженер, мастер, заместитель начальника, начальник турбодизельного цеха, главный инженер, директор Севастопольского морского завода имени Серго Орджоникидзе Министерства судостроительной промышленности СССР.
Заместитель Министра судостроительной промышленности СССР, заместитель председателя Государственного комитета Совета Министров СССР по материально- техническому снабжению, генеральный директор совместного консорциума по торгово-экономическому сотрудничеству с Францией.
Указом Президиума Верховного Совета СССР от 26 апреля 1971 года присвоено звание Героя Социалистического Труда с вручением ордена Ленина и золотой медали «Серп и Молот».
Лауреат Государственной премии СССР 1974 года «за создание отечественного тяжёлого морского плавкраностроения на базе семейства высокоэффективных самоходных плавучих кранов „Черноморец“ и „Богатырь“ многоцелевого назначения.»
Умер в Москве в 2016 году.